# Tetraponera erythraea
Tetraponera erythraea är en myrart som först beskrevs av Carlo Emery 1895.  Tetraponera erythraea ingår i släktet Tetraponera och familjen myror. Inga underarter finns listade i Catalogue of Life.